# Santa Maria do Salto
Santa Maria do Salto är en kommun i Brasilien.   Den ligger i delstaten Minas Gerais, i den östra delen av landet, 800 km öster om huvudstaden Brasília. Antalet invånare är 5 293.
Omgivningarna runt Santa Maria do Salto är huvudsakligen savann. Runt Santa Maria do Salto är det glesbefolkat, med 12 invånare per kvadratkilometer.